# Аксентьев, Георгий Николаевич
Георгий Николаевич Аксентьев (1907, Одесса —1972, Одесса ) — украинский советский географ, гидротехник.

## Биография
Г. Н. Аксентьев родился 15 (28) января 1907 года в Одессе в семье врача.
В 1921—1923 года обучался в электропрофшколе. В 1932 году закончил мелиоративное отделение Одесского инженерно-мелиоративного института (ныне — Киевский национальный университет водного транспорта и природопользования).
В 1932—1935 годах работал инженером-геодезистом Одесского противооползневой станции.
В 1935—1941 годах преподавал в Одесском государственном педагогическом институте.
В годы нацистского нашествия был бойцом партизанского отряда имени Сталина. После освобождения Одессы работал инженером-гидрологом Одесской противооползневой станции.
В 1945—1955 годах был старшим преподавателем кафедры физической географии Одесского государственного педагогического института имени К. Д. Ушинского.
В 1955 году защитил диссертацию «Динамика побережья северо-западной части Чёрного моря» на соискание ученой степени кандидата географических наук. В 1961 году присвоено ученое звание доцента.
С сентября 1955 года работал старшим преподавателем, доцентом кафедры физической географии Одесского государственного университета имени И. И. Мечникова.
Умер 5 февраля 1972 года в Одессе.

## Научная деятельность
Научные исследования проводил в области картографии и топографии. Является основателем географической науки «береговедение» в Украине. Первым ввел курс «Береговедение» для студентов географического факультета. Под его руководством была осуществлена подготовка специализации « Геоморфология морских берегов». Разработал схему механизма развития оползневых берегов на приливных морях. Материалы его исследований были использованы при разработках по берегозащите в Одессе и Крыму, при подготовке к строительству Евпаторийского, Ильичевского, Мирного портов, Очаковского и Цареградского подходных судоходных каналов, при благоустройстве береговых территорий Одесского залива.
В 1952 году был избран членом береговой секции Президиума Академии Наук СССР.
Является автором более 20 опубликованных работ.

### Работы
- Изменение высоты волн у расчлененного берега/ Г. Н. Аксентьев,// Природа. — М., 1950. — № 11. — С. 52 — 55.
- Некоторые процессы разрушения оползневого берега Северо-западной части Чёрного моря/ Г. Н. Аксентьев// Труды Океанографической комиссии АН СССР. — 1959. — Т. IV. — С. 118—121.
- Результаты наблюдений за абразионной деятельностью Чёрного моря у берегов г. Одессы/ Г. Н. Аксентьев.// Труды Одесского государственного университета. — 1960. — Т. 150. — Вып. 7. — С. 131—136.
- К вопросу переноса морских песков/ Г. Н. Аксентьев.//Геология побережья и дна Чёрного и Азовского морей в пределах УССР. — Вып. 2. — Од.-К.: КГУ, 1968. — С. 115—117.
- Динамика грядового рельефа подводных склонов Северо-западных берегов Чёрного моря/ Г. Н. Аксентьев.// Океанология. — М., 1970. — Т. Х. — Вып. 3. — С. 448—456.
- Моря/ Г. Н. Аксентьев.// Украина и Молдавия: монография/ отв. ред.: А. М. Маринич, М. М. Паламарчук. — М.: Наука, 1972. — С. 160—176.

## Награды
- Медали «За боевые заслуги», «Партизану Отечественной войны», «За победу над Германией в Великой Отечественной войне 1941—1945 гг.» .

## Семья
- Брат: Аксентьев, Борис Николаевич (1894—1939) — ботаник, доктор биологических наук, профессор.
- Сестра: Аксентьева, Зинаида Николаевна (1900—1969) — астроном, член-корреспондент Академии Наук УССР.